# Krems (Traun)
A Krems a Traun 62 km hosszú jobb oldali mellékfolyója Felső-Ausztriában. 

## Folyó menti települések
- Micheldorf,
- Kirchdorf an der Krems,
- Schlierbach,
- Wartberg an der Krems,
- Kremsmünster,
- Rohr im Kremstal,
- Kematen an der Krems,
- Neuhofen an der Krems,
- Ansfelden  és
- Linz

## Képek

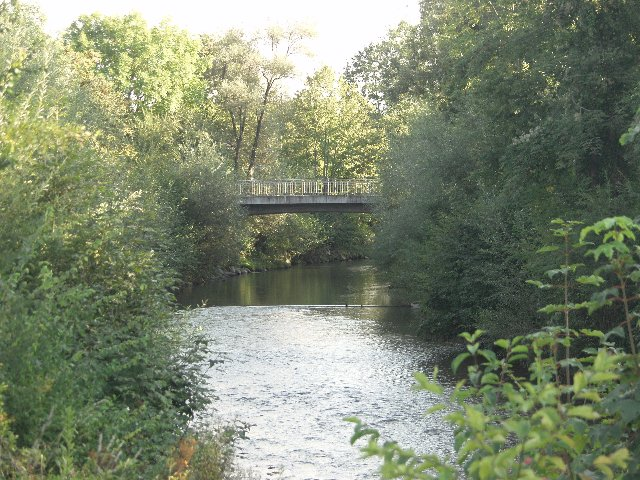
A neuhofeni híd
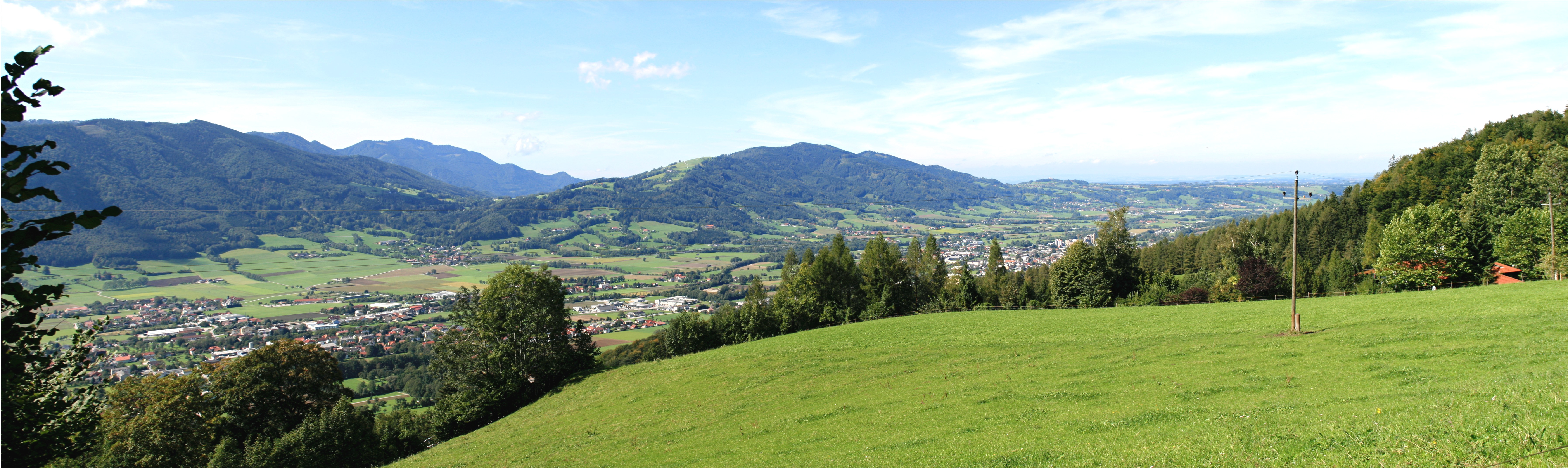
A Kremsvölgy Micheldorf és Kirchdorf között

## Fordítás
- Ez a szócikk részben vagy egészben  a   Krems című német Wikipédia-szócikk fordításán alapul.  Az eredeti cikk szerkesztőit annak laptörténete sorolja fel. Ez a jelzés csupán a megfogalmazás eredetét és a szerzői jogokat jelzi, nem szolgál a cikkben szereplő információk forrásmegjelöléseként.